# Nieuwe Kerk (Katwijk)

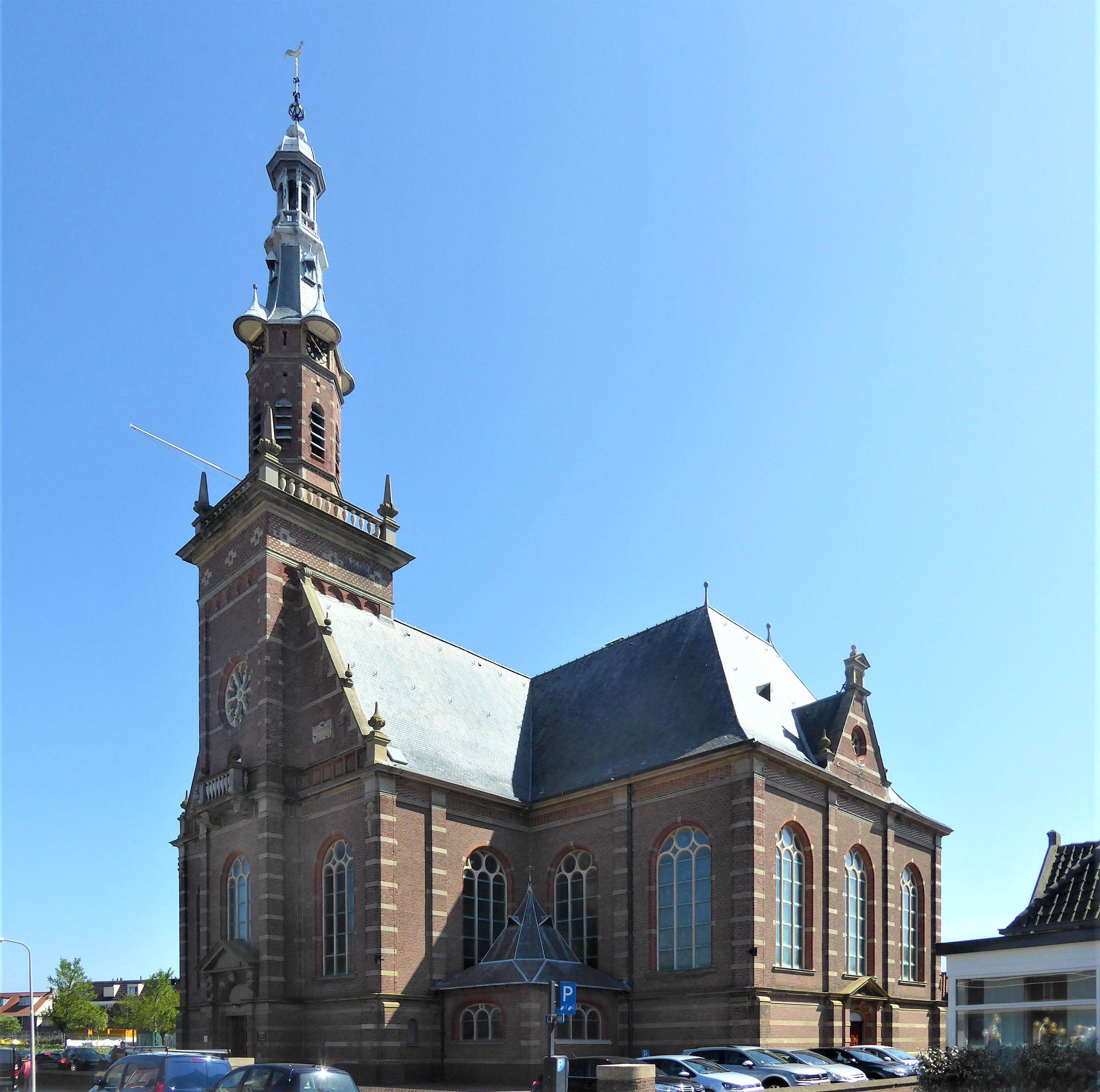
Die Nieuwe Kerk in Katwijk aan Zee

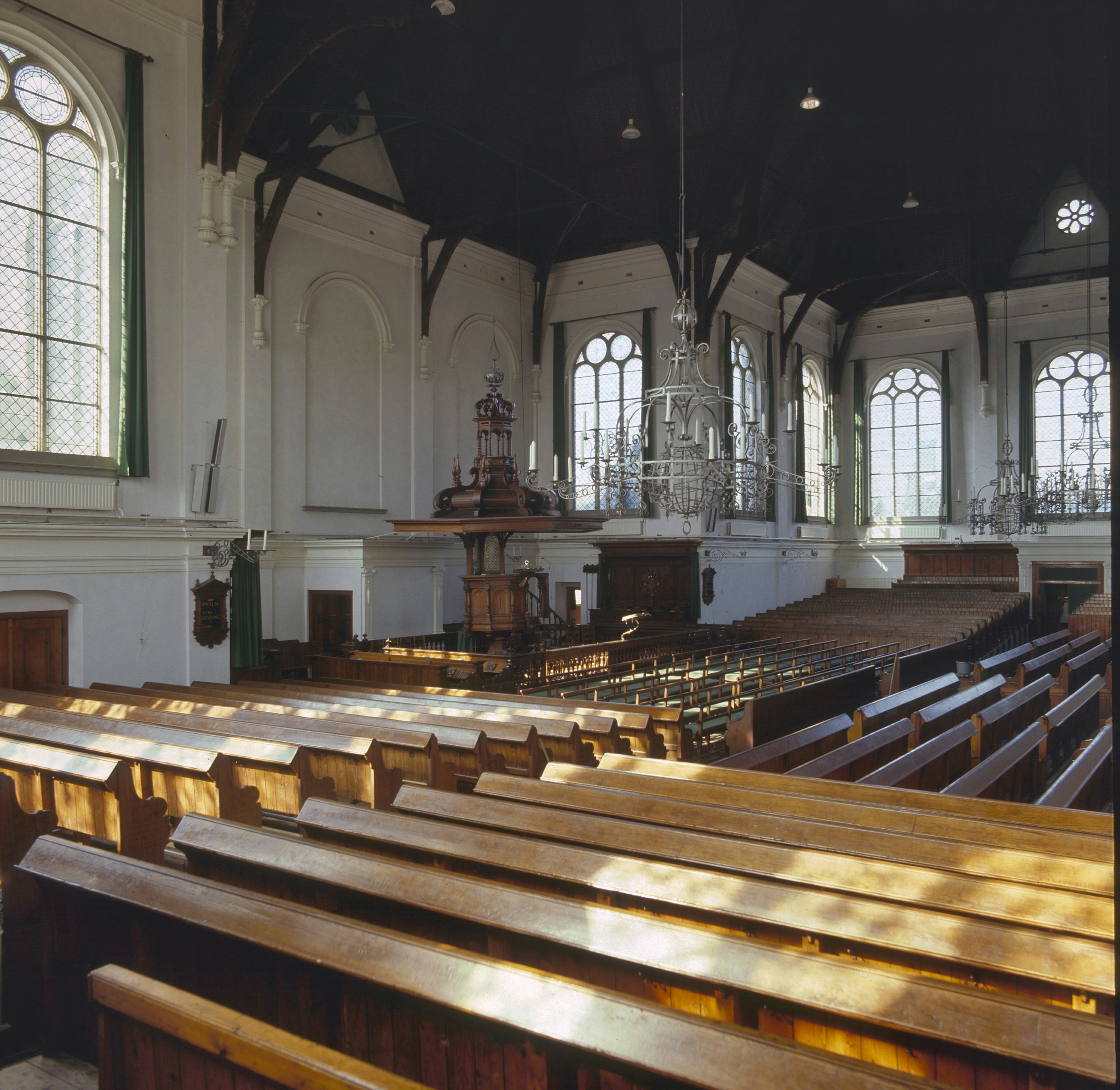
Innenansicht

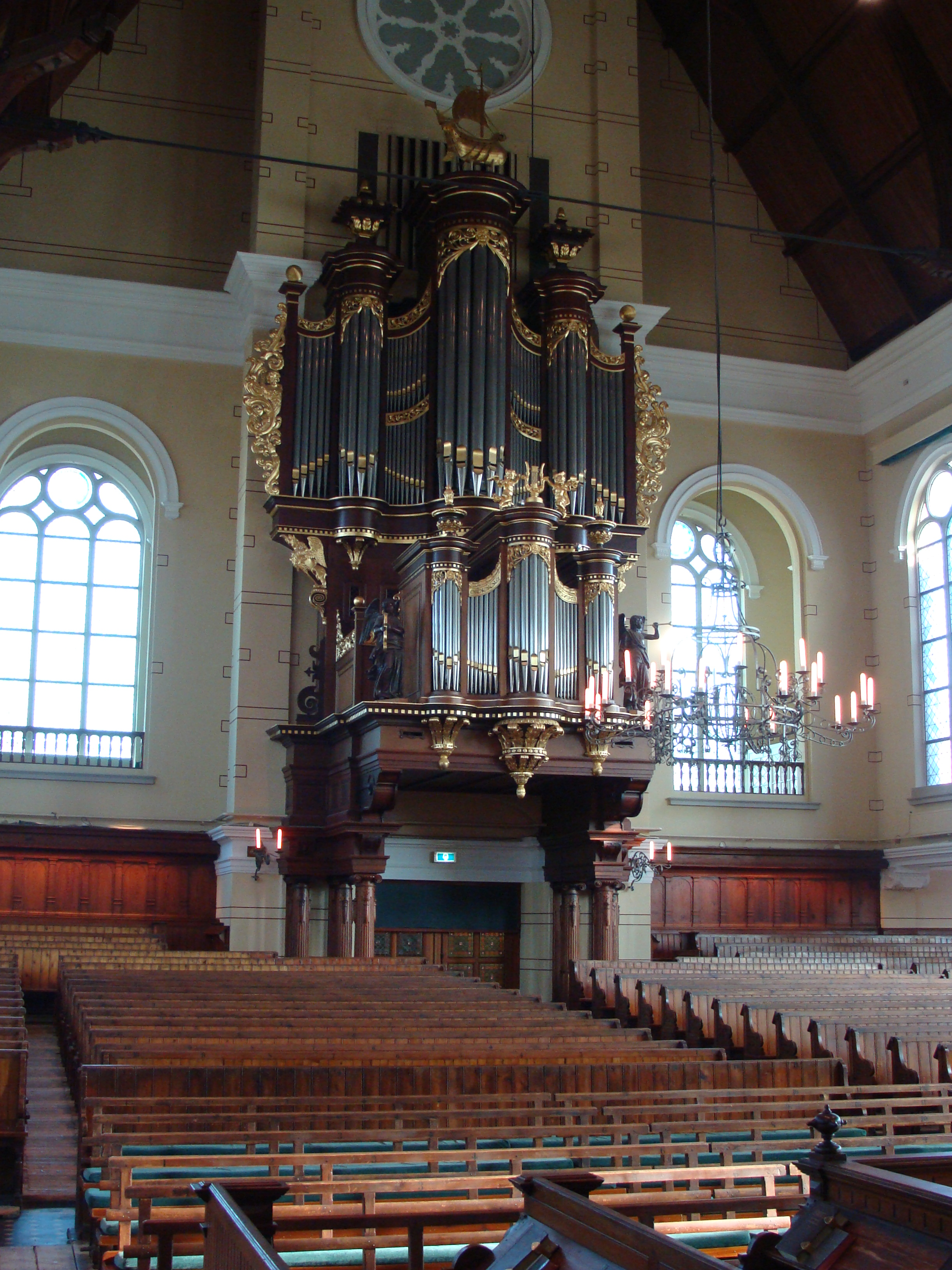
Inneres, Blick zur Orgel

Die Nieuwe Kerk (deutsch: Neue Kirche) ist ein Kirchengebäude der Protestantischen Kirche in den Niederlanden in Katwijk aan Zee, einem Ortsteil von Katwijk (Provinz Südholland). Die Kirche ist als Rijksmonument eingestuft.

## Beschreibung
Der Bau der neuen Kirche war notwendig geworden, nachdem die alte Kirche für die gewachsene Gemeinde nicht mehr ausreichte. Die Nieuwe Kerk entstand 1886/87 als Kreuzkirche im Stil der Neorenaissance nach einem Entwurf des Leidener Architekten H.J. Jesse. Das Äußere zeigt eine Backsteinfassade mit dem Einsatz von Natursteinzierelementen, unter anderem an den Giebeln der Stirnfassaden, den Portalen und den karierten Eckpilastern. Der eingebaute Turm ist gestaltet mit einer Balustrade mit Obelisken an den vier Ecken. Darüber erhebt sich ein schlanker Achteckaufbau mit Kuppel. Der weiß verputzte Innenraum hat eine sichtbare Kragholzverkleidung und ein vollständig erhaltenes Inventar in geschnitzten Neorenaissance-Formen, Kanzel mit Einfassung, Stühlen, Bänken und schmiedeeisernen Kronleuchtern.
Der Glockenstuhl enthält eine Glocke von 1594, Durchmesser 120,3 cm und eine Glocke von 1857, Durchmesser 45,5 cm.

## Orgel

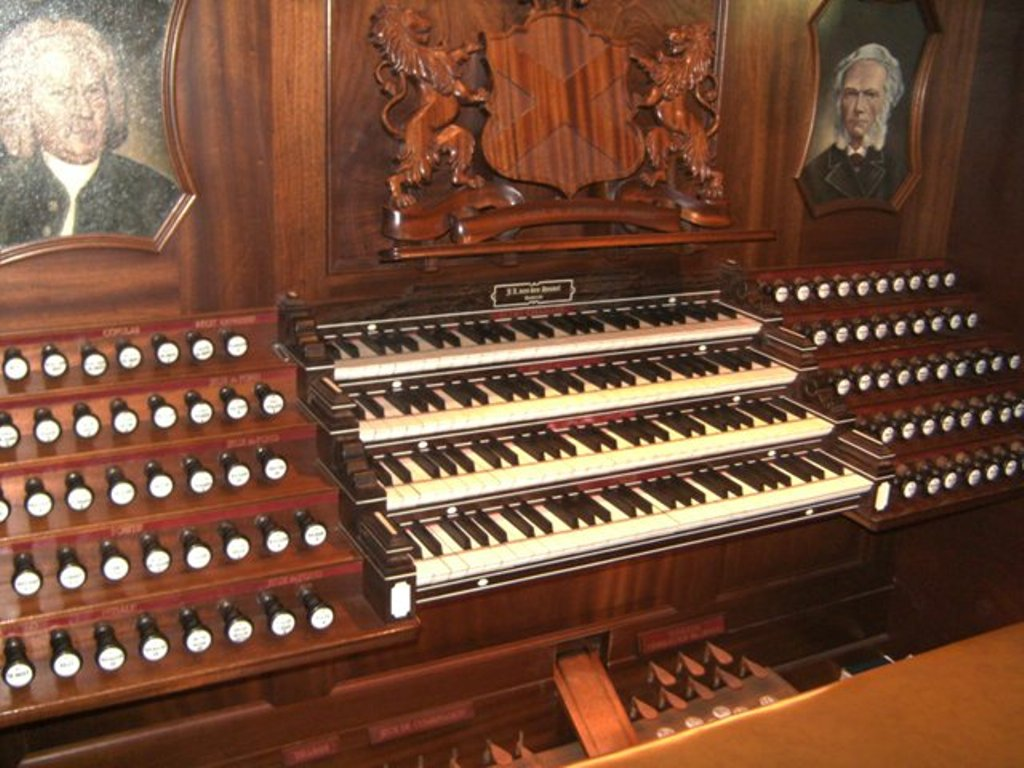
Spieltisch

Die erste Orgel der Kirche ging auf ein Instrument aus dem Jahr 1822 zurück, welches Johann Daniël Nolting für die Broerenkerk in Nijmegen erbaut hatte. 1887 gelangte es an den heutigen Standort. Das Instrument wurde mehrfach stark verändert und war zuletzt ein dreimanualiges Werk mit elektrischer Traktur; somit blieben von der ursprünglichen Nolting-Orgel nur wenige Register und der Prospekt erhalten.
Das heutige Werk wurde 1979–1983 von Jan van den Heuvel im historischen Gehäuse erbaut. Das Schleifladeninstrument verfügt über 80 Register auf vier Manualen und Pedal. Das Récit Expressif wurde im Turmraum über dem Gehäuse eingebaut. Technisches und klangliches Vorbild waren die Orgeln von Aristide Cavaillé-Coll. Das Instrument ist die drittgrößte Orgel der Niederlande und weist folgende Disposition auf:
| I Positif C–g3   |        |
| Montre           | 08′    |
| Bourdon          | 08′    |
| Quintaton        | 08′    |
| Prestant         | 04′    |
| Flûte douce      | 04′    |
| Nasard           | 2 ⁄3′  |
| Doublette        | 02′    |
| Quarte de Nasard | 02′    |
| Tierce           | 1 3⁄5′ |
| Septième         | 1 2⁄7′ |
| Larigot          | 1 ⁄3′  |
| Piccolo          | 01′    |
| Sesquialtera II  |        |
| Plein-Jeu V      |        |
| Basson           | 16′    |
| Trompette        | 08′    |
| Cromorne         | 08′    |
| Clairon          | 04′    |
| Trémolo          |        |

| II Grand-Orgue C–g3 |        |
| Montre              | 16′    |
| Bourdon             | 16′    |
| Montre              | 08′    |
| Flûte harmonique    | 08′    |
| Flûte à cheminée    | 08′    |
| Salicional          | 08′    |
| Grosse Quinte       | 5 1⁄3′ |
| Prestant            | 04′    |
| Flûte à bec         | 04′    |
| Grosse Tierce       | 3 1⁄5′ |
| Quinte              | 2 ⁄3′  |
| Septième            | 2 1⁄7′ |
| Doublette           | 02'    |
| Fourniture V        |        |
| Cymbale IV          |        |
| Cornet V            |        |
| Bombarde            | 16′    |
| Trompette           | 08′    |
| Clairon             | 04′    |
| Trémolo             |        |

| III Récit Expressif C–g3 |       |
| Quintaton                | 16′   |
| Cor de nuit              | 08′   |
| Flûte traversière        | 08′   |
| Viole de Gambe           | 08′   |
| Voix céleste             | 08′   |
| Prestant                 | 04′   |
| Flûte octaviante         | 04′   |
| Viola d’amour            | 04′   |
| Nasard                   | 2 ⁄3′ |
| Octavin                  | 02′   |
| Carillon I–III           |       |
| Plein-Jeu harm. III–VI   |       |
| Basson                   | 16′   |
| Trompette harm.          | 08′   |
| Hautbois                 | 08′   |
| Clarinette               | 08′   |
| Voix humaine             | 08′   |
| Clairon harm.            | 04′   |
| Trémolo                  |       |

| IV Echo C–g3 |        |
| Bourdon      | 08′    |
| Flûte        | 04′    |
| Nasard       | 2 ⁄3′  |
| Flageolet    | 02′    |
| Tierce       | 1 3⁄5′ |
| Cymbale II   |        |
| Cor Anglais  | 08′    |

| IV Chamade C–g3     |     |
| Tube magna          | 16′ |
| Tuba Mirabilis      | 08′ |
| Cor harmonique      | 04′ |
| Cornette harmonique | 02′ |

| Pédale C–f1      |         |
| Soubasse         | 32′     |
| Contrebasse      | 16′     |
| Soubasse         | 16′     |
| Grosse Quinte    | 10 2⁄3′ |
| Flûte            | 08′     |
| Violoncelle      | 08′     |
| Grosse Tierce    | 6 2⁄5′  |
| Quinte           | 5 1⁄3′  |
| Septième         | 4 ⁄7′   |
| Flûte            | 04′     |
| Contrebombarde 0 | 32′     |
| Bombarde         | 16′     |
| Trompette        | 08′     |
| Clairon          | 04′     |
|                  |         |

- Koppeln:

Normalkoppeln: I/II, III/II, IV/II, IV/III
Suboktavkoppel: III/II